# Dodge Super 8 Hemi

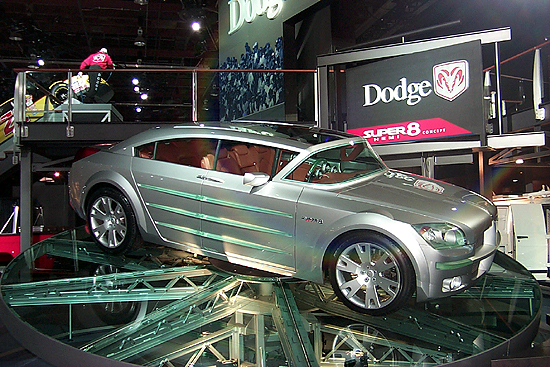
Dodge Super 8 Concept

La Dodge Super 8 Hemi était un concept car créé par la marque Dodge. Elle a été présentée pour la première fois au Salon international de l'automobile d'Amérique du Nord en 2001. C'est une combinaison du design classique des anciens véhicules de Dodge et du design des SUV et pick-ups de Dodge. Elle a également été présentée dans Midnight Club 3: DUB Edition Remix.

## Le moteur
Dans la Super 8 Hemi il y a un nouveau moteur V8 Chrysler de 5,7 litres. La Super 8 Hemi a jusqu'à 358 ch (263 kW), 536 N m couple et a une vitesse de pointe de 248 km/h. La Super 8 Hemi passe de zéro à 97 km/h en environ 5,7 secondes. La Super 8 Hemi utilise une transmission automatique à quatre vitesses avec un Autostick.

## Souvenirs
La Super 8 Hemi a été créée en modèle réduit par Hot Wheels pour la série Drop-Top de 2005. Cette Super 8 Hemi, cependant, est une prise stylisée, ou fausse copie, de la vrai Super 8 Hemi, avec des roues beaucoup plus grandes et un toit haché.